# Saltos ornamentais no Campeonato Mundial de Esportes Aquáticos de 2023 - Trampolim 3 m sincronizado masculino

A competição de saltos ornamentais na categoria trampolim 3 m sincronizado masculino no Campeonato Mundial de Esportes Aquáticos de 2023 fora realizada nos dias 14 e 15 de julho de 2023 no Fukuoka Prefectural Pool em Fukuoka, no Japão. Ao todo, 27 Comitês Olímpicos Nacionais, divididos em duplas, totalizando 54 atletas participaram do evento.

## Cronograma
Todos os horários estão na Hora Legal Japonesa (UTC+09).
| Data        | Hora  | Evento        |
| ----------- | ----- | ------------- |
| 14 de junho | 09:00 | Eliminatórias |
| 16 de junho | 18:00 | Final         |

## Formato da competição
A competição consiste em duas rodadas: eliminatória e final. Os 12 melhores saltadores avançam até a final. Aquele com o melhor tempo garante a medalha de ouro.

## Medalhistas
| Ouro                               | Prata                                         | Bronze                                 |
| China · Long Daoyi · Wang Zongyuan | Reino Unido · Anthony Harding · Jack Laugherl | França · Jules Bouyer · Alexis Jandard |

## Resultados
| Pos. | CON                  | Saltadores                                 | Eliminatória | Eliminatória | Final         | Final         |
| Pos. | CON                  | Saltadores                                 | Pontos       | Pos.         | Pontos        | Pos.          |
| ---- | -------------------- | ------------------------------------------ | ------------ | ------------ | ------------- | ------------- |
| 1    | China                | Long Daoyi Wang Zongyuan                   | 451.44       | 1            | 456.33        | 1             |
| 2    | Reino Unido          | Anthony Harding Jack Laugher               | 383.46       | 3            | 424.62        | 2             |
| 3    | França               | Jules Bouyer Alexis Jandard                | 344.85       | 11           | 389.10        | 3             |
| 4    | Estados Unidos       | Tyler Downs Greg Duncan                    | 362.94       | 7            | 385.23        | 4             |
| 5    | Espanha              | Adrián Abadía Nicolás García               | 370.62       | 6            | 383.61        | 5             |
| 6    | Itália               | Lorenzo Marsaglia Giovanni Tocci           | 384.69       | 2            | 380.97        | 6             |
| 7    | Japão                | Yuto Araki Haruki Suyama                   | 359.04       | 8            | 375.90        | 7             |
| 8    | Suíça                | Jonathan Suckow Guillaume Dutoit           | 342.69       | 12           | 372.33        | 8             |
| 9    | Polónia              | Kacper Lesiak Andrzej Rzeszutek            | 349.29       | 9            | 370.50        | 9             |
| 10   | Alemanha             | Timo Barthel Lars Rüdiger                  | 383.04       | 4            | 370.26        | 10            |
| 11   | México               | Juan Celaya Rodrigo Diego                  | 382.08       | 5            | 369.75        | 11            |
| 12   | Austrália            | Sam Fricker Li Shixin                      | 348.06       | 10           | 356.49        | 12            |
| 13   | Áustria              | Alexander Hart Nikolaj Schaller            | 341.16       | 13           | Não avançaram | Não avançaram |
| 14   | Jamaica              | Yohan Eskrick-Parkinson Yona Knight-Wisdom | 339.18       | 14           | Não avançaram | Não avançaram |
| 15   | Croácia              | David Ledinski Matej Neveščanin            | 335.73       | 15           | Não avançaram | Não avançaram |
| 16   | República Dominicana | Frandiel Gómez Jonathan Ruvalcaba          | 335.31       | 16           | Não avançaram | Não avançaram |
| 17   | Colômbia             | Daniel Restrepo Luis Uribe                 | 334.32       | 17           | Não avançaram | Não avançaram |
| 18   | Coreia do Sul        | Woo Ha-ram Yi Jae-gyeong                   | 331.62       | 18           | Não avançaram | Não avançaram |
| 19   | Malásia              | Ooi Tze Liang Muhammad Syafiq Puteh        | 326.73       | 19           | Não avançaram | Não avançaram |
| 20   | Nova Zelândia        | Liam Stone Frazer Tavener                  | 325.32       | 20           | Não avançaram | Não avançaram |
| 21   | Ucrânia              | Oleh Kolodiy Danylo Konovalov              | 325.23       | 21           | Não avançaram | Não avançaram |
| 22   | Brasil               | Rafael Fogaça Rafael Max                   | 301.68       | 22           | Não avançaram | Não avançaram |
| 23   | Indonésia            | Tri Anggoro Priambodo Adityo Restu Putra   | 281.01       | 23           | Não avançaram | Não avançaram |
| 24   | Grécia               | Theofilos Afthinos Nikolaos Molvalis       | 262.95       | 24           | Não avançaram | Não avançaram |
| 25   | Geórgia              | Sandro Melikidze Tornike Onikashvili       | 251.34       | 25           | Não avançaram | Não avançaram |
| 26   | Hong Kong            | Robben Yiu Curtis Yuen                     | 229.89       | 26           | Não avançaram | Não avançaram |
| 27   | Macau                | He Heung Wing Zhang Hoi                    | 200.04       | 27           | Não avançaram | Não avançaram |